# Alois Nagler
Alois Nagler (* 8. Dezember 1907 in Zürich; † 30. Mai 1996 ebenda) war ein Schweizer Schachkomponist. Auch als Funktionär erwarb er sich Verdienste um das Schweizer Schach.
Nagler erlernte das Schachspiel im Alter von 19 Jahren von seiner späteren Gattin Angelina. Er widmete sich vorwiegend der Schachkomposition und ist Autor von über 250 Schachaufgaben. 1951 wurde eine Auswahl davon als Buch veröffentlicht. Vom 6. Februar 1941 bis zum 23. Januar 1981 leitete er die Schachrubrik des Tages-Anzeigers. Zuvor hatte er bereits eine Schachspalte in der Zürcher Wochenzeitschrift In freien Stunden initiiert und mehrere Jahrzehnte geführt. Bis 1974 war er Schweizer Delegierter bei der FIDE-Kommission für Problemschach.
Nagler war von 1953 bis 1962 Präsident der Schachgesellschaft Zürich, der er 1929 beigetreten war. Während seiner Amtszeit wurden in Zürich mehrere internationale Turniere veranstaltet, darunter das Kandidatenturnier 1953. Außerdem rief er 1953 eine nach der Schach-Mäzenin Clare Benedict benannte Turnierserie ins Leben, den Clare Benedict Cup. Von 1965 bis 1969 war er Zentralpräsident des Schweizerischen Schachverbandes, seit 1959 dessen Ehrenmitglied.
1954 wurde er zum Internationalen Schiedsrichter ernannt und war in dieser Funktion bei den Schacholympiaden 1956, 1958 und 1964 tätig. An der Organisation der Schacholympiade in Lugano 1968 war er maßgeblich beteiligt.
Von Beruf war er Versicherungskaufmann und leitete mehrere Jahre, bis zu seiner Pensionierung 1972, die EDV-Abteilung der Schweizerischen Lebensversicherungs- und Rentenanstalt. Er hatte eine Tochter und einen Sohn.
1974 gründete er die Stiftung zur Förderung des Jugendschachs in der Schweiz (JSS).
Zu seinen Ehren wurde 1998 in Zürich ein Turnier abgehalten, bei dem eine Schweizer Auswahl (Richard Forster, Werner Hug, Yannick Pelletier, Florian Jenni und Roger Moor) gegen ein internationales Altmeister-Team (Viktor Kortschnoi, Wassili Smyslow, Bent Larsen, Svetozar Gligorić und Wolfgang Unzicker) im klassischen Schach spielte. Die Legenden gewannen deutlich mit 31:19.

## Weblink
- Kompositionen von Alois Nagler auf dem PDB-Server der Schwalbe